# ميرفين هورتون
ميرفين هورتون (بالإنجليزية: Mervyn Horton)‏ هو مؤرخ الفن أسترالي، ولد في 27 يوليو 1917 في Glebe, New South Wales ‏ في أستراليا، وتوفي في 1 فبراير 1983 في بوتس بوينت ‏ في أستراليا.